# セント・トーマス島

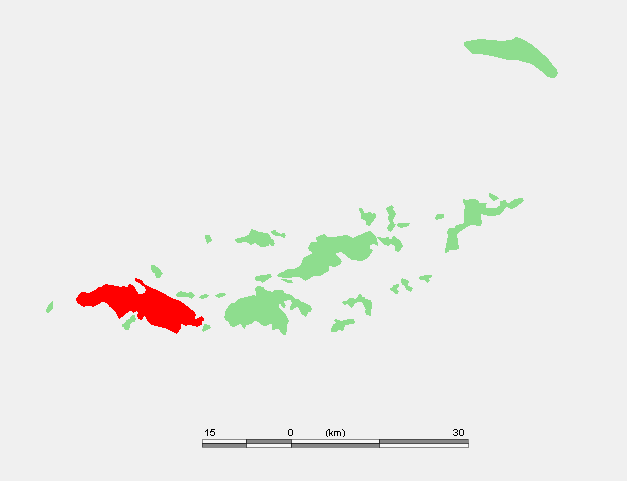
ヴァージン諸島の地図。赤く表示されているのがセント・トーマス島。

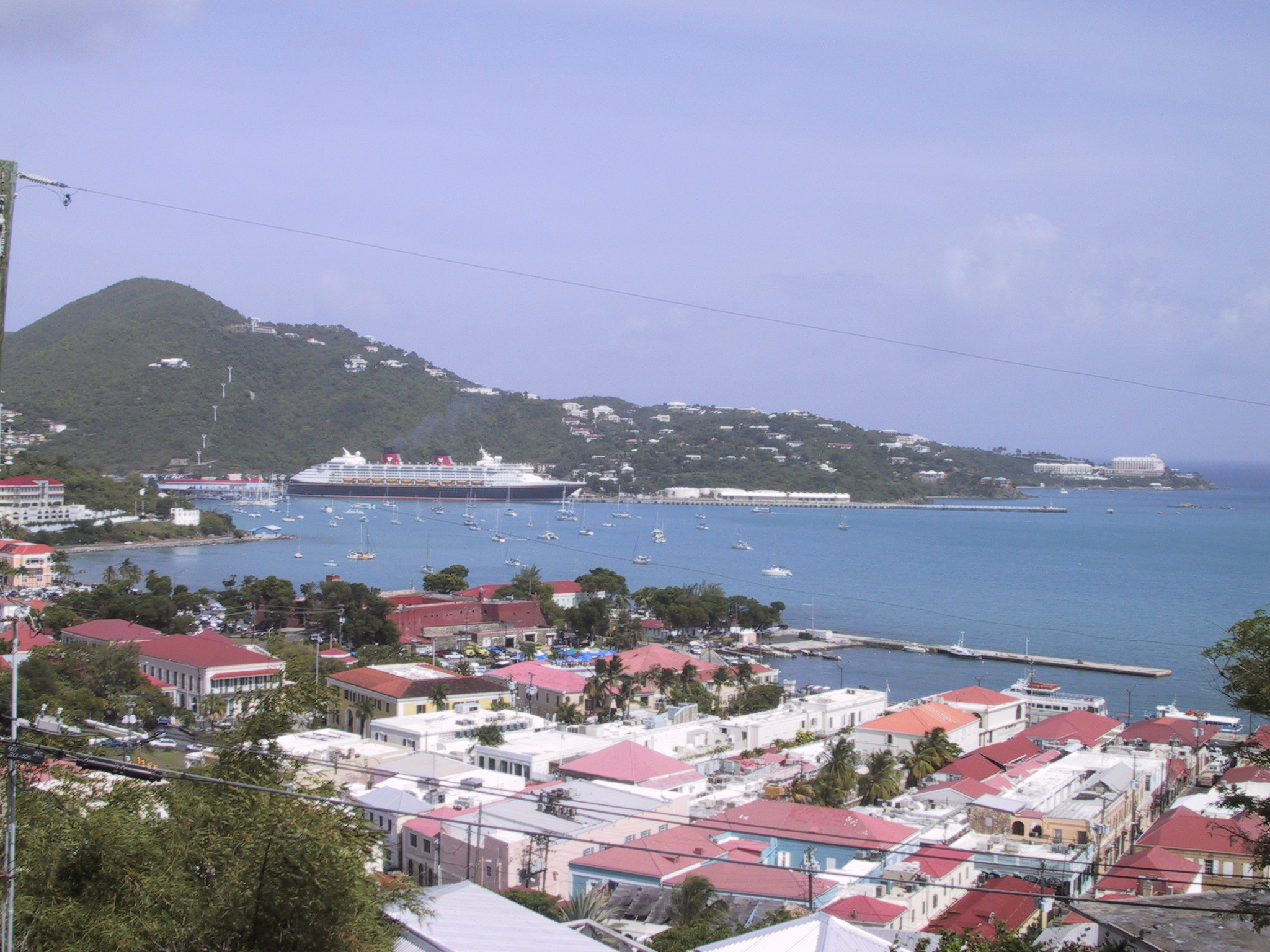
シャーロット・アマリー

セント・トーマス島（セント・トーマスとう、Saint Thomas）は、カリブ海のヴァージン諸島にあり、アメリカ領ヴァージン諸島の中心地の島である。火山性の島で、最高峰は474mのクラウン山。
面積は82km2、人口は約48,000人、中心地はシャーロット・アマリー。
アメリカ領になる前の1666年から1917年までデンマークの植民地だったため現在でも建造物などデンマークの面影が残る。
観光が盛んで、シリル・E・キング空港によりアメリカ各地と航空便で結ばれるほか、アメリカからの大型クルーズ客船も寄港する。また首都シャーロット・アマリーは免税店が立ち並ぶ。